# Люссан (Приморская Шаранта)
Люсса́н (фр. Lussant) — коммуна во Франции, находится в регионе Пуату — Шаранта. Департамент коммуны — Приморская Шаранта. Входит в состав кантона Тонне-Шарант. Округ коммуны — Рошфор.
Код INSEE коммуны — 17216.

## Население
Население коммуны на 2010 год составляло 922 человека.
| 1962 | 1968 | 1975 | 1982 | 1990 | 1999 | 2010 |
| ---- | ---- | ---- | ---- | ---- | ---- | ---- |
| 671  | 705  | 710  | 725  | 763  | 830  | 922  |